# Карбид алюминия
Карби́д алюми́ния (алюмокарби́д) — бинарное неорганическое соединение алюминия с углеродом. Химическая формула — {\displaystyle {\mathsf {Al_{4}C_{3}}}}.

Устойчиво до 1400 °C. 

## Получение и свойства
Карбид алюминия получается прямой реакцией алюминия с углеродом в дуговой печи:
{\displaystyle {\mathsf {4Al+3C\longrightarrow Al_{4}C_{3}}}}
Небольшое количество карбида алюминия является нормой в примеси технического карбида кальция. В электролитическом производстве алюминия данное соединение получается как продукт коррозии в графитовых электродах.
Получается при реакции углерода с оксидом алюминия:
{\displaystyle {\mathsf {2Al_{2}O_{3}+9C\ {\xrightarrow {1800^{\circ }C}}\ Al_{4}C_{3}+6CO}}}

### Химические свойства
При реакции с водой или разбавленными кислотами карбид алюминия образует метан:
{\displaystyle {\mathsf {Al_{4}C_{3}+12H_{2}O\longrightarrow 4Al(OH)_{3}\downarrow +\ 3CH_{4}\uparrow }}}
{\displaystyle {\mathsf {6H_{2}SO_{4}+Al_{4}C_{3}\longrightarrow 2Al_{2}(SO_{4})_{3}+3CH_{4}}}}
Реагирует с водородом:
{\displaystyle {\mathsf {Al_{4}C_{3}+6H_{2}\ {\xrightarrow {2200^{\circ }C}}\ 4Al+3CH_{4}}}}
с кислородом:
{\displaystyle {\mathsf {Al_{4}C_{3}+6O_{2}\ {\xrightarrow {650-700^{\circ }C}}\ 2Al_{2}O_{3}+3CO_{2}}}}
Реагирует с концентрированным гидроксидом натрия и водой, образуя комплексную соль — тетрагидроксоалюминат натрия и метан:
{\displaystyle {\mathsf {Al_{4}C_{3}+4NaOH+12H_{2}O\longrightarrow 4Na[Al(OH)_{4}]+3CH_{4}\uparrow }}}

### Физические свойства
- Показатель преломления (для D-линии натрия): 2,7 (20 °C)
- Стандартная энергия Гиббса образования (298 К, кДж/моль): −196
- Стандартная энтропия образования (298 К, Дж/моль·K): 88,95

## Применение
Карбид алюминия иногда используется в пиротехнике, для достижения эффекта искр. Можно использовать в качестве абразива в режущих инструментах. Имеет приблизительно такую же твердость как топаз. Используется в качестве химического реагента для определения содержания трития в воде.